# Antiblemma rhoda
Antiblemma rhoda là một loài bướm đêm trong họ Erebidae.